# Infinitene
L'infinitene è un idrocarburo policiclico aromatico avente formula molecolare C48H24. 
È chiamato in questo modo perché è formato da una banda di 12 anelli benzenici condensati, banda con torsione e intrecciata al centro, che si svolge in 3 dimensioni e che disegna il profilo del simbolo matematico di infinito ({\displaystyle \infty }) o, girata di 90°, disegna la cifra 8. La molecola può essere considerata formalmente come l'unione di due subunità omochirali di esaelicene ([6]elicene).
L'infinitene è un topoisomero del kekulene, anch'esso un [12]circulene costituito da 12 anelli benzenici condensati, ma connessi con una diversa topologia e giacenti, però, tutti su un unico piano. È stato considerato una delle più interessanti molecole dell'anno 2021 dal periodico Chemical & Engineering News.
Pur contenendo 48 elettroni nel suo sistema π (4n elettroni, con n = 12) , la molecola appare aromatica. Questo non infrange la regola di Hückel, che vale strettamente solo per molecole monocicliche.

## Struttura molecolare
La molecola di infinitene è intrinsecamente chirale e la sua struttura a forma di 8 è stata verificata tramite cristallografia a raggi X. L'infinitene cristallizza nel sistema monoclino, gruppo spaziale P21/n, con costanti di reticolo a = 1128,6 pm, b = 1335,9 pm, c = 1950,8 pm, α = 90°, β =102,26°, γ = 90°, con quattro molecole per cella elementare.
Nella zona della molecola dove avviene l'incrocio centrale delle due bande di anelli l'ingombro sterico è sensibile e la distanza minima tra due carboni non legati è d(C…C) = 292,0 pm, mentre la distanza minima attesa in base al raggio di van der Waals del carbonio sarebbe 2×170 pm = 340 pm.

## Preparazione e proprietà
L'infinitene fu sintetizzato per la prima volta nel 2021 da Kenichiro Itami e collaboratori all'Università di Nagoya. L'infinitene può essere ottenuto per reazione tra il 3,9-di(bromometil)crisene e il dibenzo[c,l]crisene-3,11-dimetiltiolo come materiali di partenza.
È un solido giallo stabile, solubile in solventi organici comuni come cloroformio e benzene, che esibisce fluorescenza verde. Può essere ricristallizzato da una sua soluzione cloroformica per lenta diffusione in essa di metanolo.